# Zelotes lotzi
Zelotes lotzi FitzPatrick, 2007 è un ragno appartenente alla famiglia Gnaphosidae.

## Etimologia
Il nome della specie è in onore dell'aracnologo Leon Lotz, curatore della sezione aracnidi del Museo di Storia Naturale di Bloemfontein .

## Caratteristiche
Questa specie appartiene al capensis group, le cui peculiarità sono: l'embolus del maschio è lungo, piuttosto spesso e si origina retrolateralmente; l'apofisi terminale è breve. La piastra epiginale femminile è allungata e arrotondata ai margini laterali, in modo che il margine posteriore risulta spostato sul davanti.
L'olotipo femminile rinvenuto ha lunghezza totale è di 6,58mm; la lunghezza del cefalotorace è di 2,83mm; e la larghezza è di 2,08mm.

## Distribuzione
La specie è stata reperita nel Sudafrica occidentale: l'olotipo femminile è stato rinvenuto presso la Boshof Table Farm, a pochi chilometri dalla città di Kimberley, appartenente alla provincia del Capo Settentrionale.

## Tassonomia
Al 2016 non sono note sottospecie e dal 2007 non sono stati esaminati nuovi esemplari.